# Castello di Herrenhausen
Il Castello di Herrenhausen (in tedesco Schloss Herrenhausen) è un castello della città di Hannover, in Bassa Sassonia, Germania. Esso fu il principale punto di riferimento nella realizzazione e nella pianificazione del Grosser Garten di Hannover. Nel XIX secolo l'originale struttura barocca venne ristrutturata in stile neoclassico. A seguito dei raid aerei sulla città di Hannover durante la seconda guerra mondiale, l'edificio venne completamente distrutto nella notte del 18 ottobre 1943. Nel 2011/2012, il palazzo è stato ricostruito con l'aiuto finanziario della Fondazione Volkswagen e dal 2013 svolge la funzione di museo e centro congressi.

## Storia

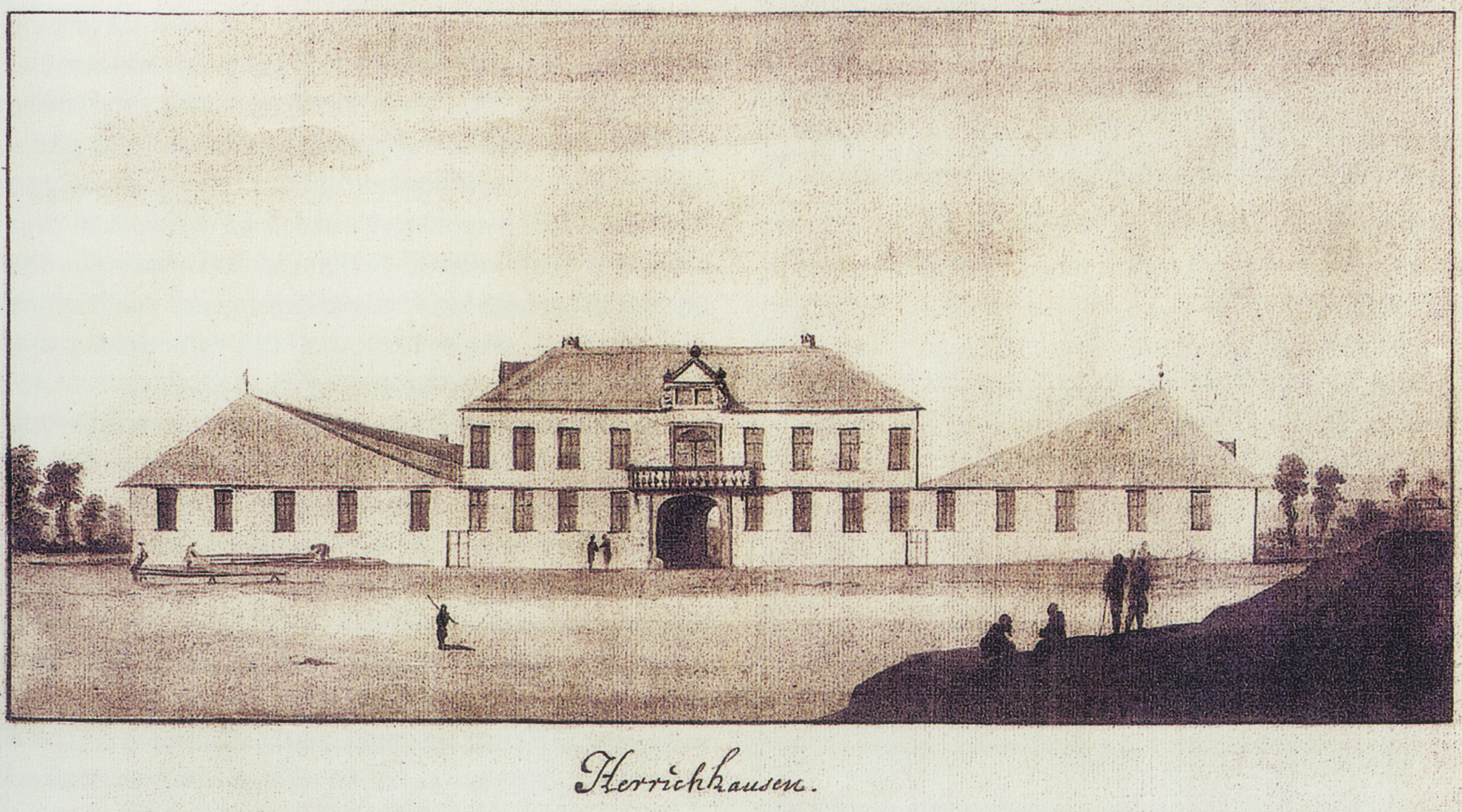
Il castello di Herrenhausen come appariva in un disegno del 1670

Le prime parti dell'edificio vennero realizzate attorno al 1640 attraverso la graduale conversione ed ampliamento di una piccola tenuta preesistente all'odierno palazzo. Nel 1670 circa si era già delineato un complesso a tre ali che di apriva su un grande giardino. Il cortile dell'edificio era a graticcio ed era raggiungibile tramite un cancello che si trovava posto lungo l'asse centrale dell'edificio principale. L'ingresso era fiancheggiato da due rampe di scale che consentivano l'accesso diretto al piano superiore. Le ali laterali, al piano terreno, erano adibite a stalle, fienili e alloggi per il personale di servizio.
Sotto il regno del duca Giovanni Federico, a partire dal 1676, ebbe luogo un notevole ampliamento per fare del palazzo una grandiosa residenza estiva, da parte dell'architetto Marinus Cadart. L'ala residenziale del castello venne ampliata e riccamente arredata per ospitare la coppia langraviale, dotandola quindi di sale di rappresentanza e camere per gli ospiti di prestigio. Parallelamente crebbe sempre più il Grosser Garten come parco degnamente progettato ad affiancare il palazzo del principe, col fine di illustrarne il potere ed il prestigio. L'uso prevalentemente agricolo delle ali laterali venne abbandonato a favore della costruzione di orangerie e ricoveri invernali per le piante sensibili al freddo invernale. Cadart realizzò una nuova corte d'onore con un muro di cinta semicircolare sul retro, tenendo sempre presente i modelli tipici delle ville del rinascimento italiano piuttosto che gli stilemi dell'architettura barocca alla francese, all'epoca più diffusa.
Intorno al 1688, il duca Ernesto Augusto iniziò a progettare un vero e proprio palazzo, nuovo e più spazioso per il complesso di Herrenhausen, in concorrenza con il quasi terminato castello di Salzdahlum. Il suo progetto si ispirava alle ville venete ed in particolare ai progetti della mai realizzata Villa Trissino di Andrea Palladio. Johann Peter Wachter venne incaricato di stendere il progetto e della realizzazione di un primo modello in legno della costruzione, implementato poi da suo fratello Johann Heinrich Wachter.

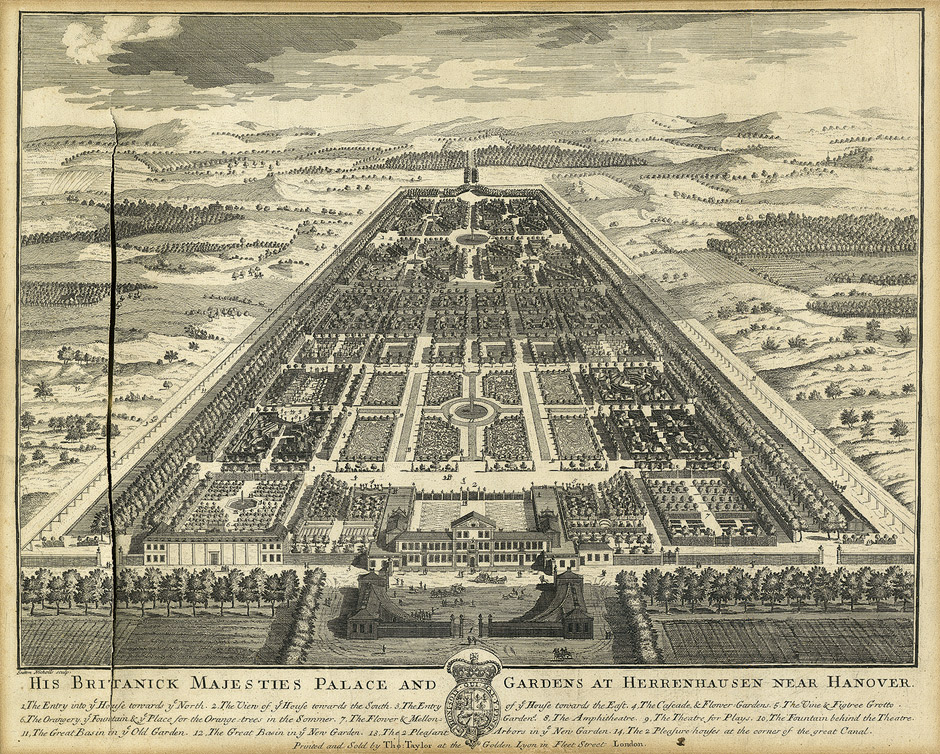
Il castello di Herrenhausen con il Grosser Garten in una stampa del 1730

Durante il suo regno, l'elettore Giorgio Luigi, in contrasto con suo padre, si concentrò essenzialmente nell'ampliamento del giardino e dei suoi giochi d'acqua a partire dal 1698 con l'intento di stupire i suoi prestigiosi visitatori. In vista dell'imminente completamento del giardino, Giorgio Luigi si accontentò di ristrutturare completamente il castello anziché realizzarlo ex novo, tra il 1704 ed il 1706. Sotto la supervisione del conte Giacomo Querini e la direzione dei lavori affidata all'architetto e pittore Tommaso Giusti, di origine veneziana, al castello fu dato un aspetto più in linea allo stile dell'epoca, sempre con una sostanziale influenza italiana. La facciata venne arricchita con nuova decorazione in gesso con cornici alle finestre di forma quadrangolare e lavorazioni agli angoli dell'edificio.
Nel 1725 l'architetto Tobias Henry Reetz venne incaricato di un nuovo rinnovamento della facciata del castello, ricevendo altresì l'incarico di studiare un ingrandimento del castello poi mai realizzato con l'intento di raccordare le dimensioni della struttura a quelle del grande giardino. Re Giorgio II d'Inghilterra, nato al castello di Herrenhausen nel 1683, preferì invece poi mantenere la struttura così come si presentava.
Durante il regno di Giorgio III, sebbene il sovrano non si sia mai portato al castello, agì su di esso da Londra imponendo nel 1780 la rimozione di tutte le decorazioni barocche della facciata; i lavori vennero affidati a Johann Georg Täntzel. Tale decisione era stata dettata dal fatto che le spese per la manutenzione degli stucchi in facciata, costantemente esposti alle intemperie e già fortemente danneggiati, era divenuta troppo onerosa.

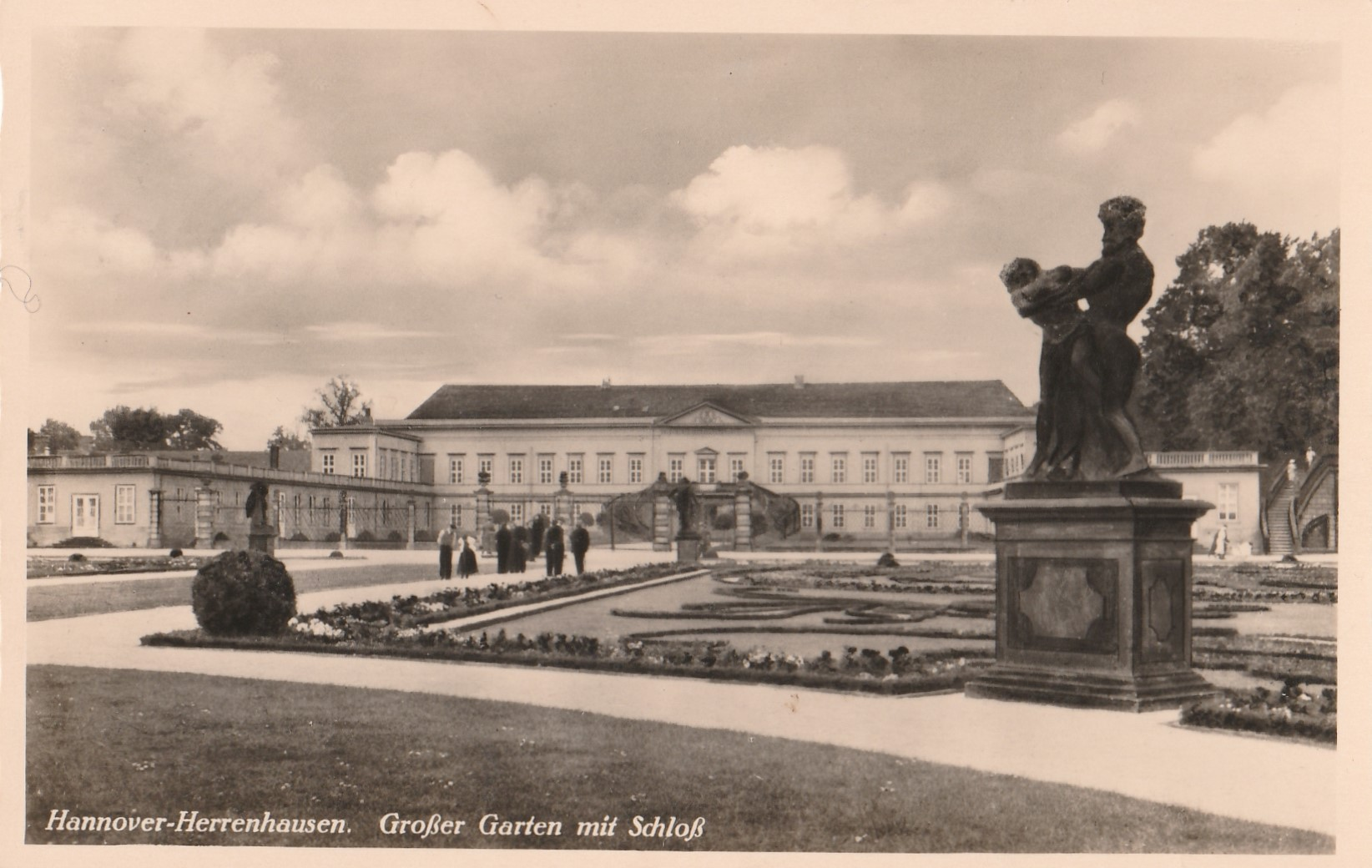
Il palazzo di Herrenhausen in una fotografia del 1935

Dal 1818 l'architetto di corte Georg Ludwig Friedrich Laves venne incaricato di dare al palazzo un aspetto neoclassico. Egli ridisegnò quindi gli assi centrali del palazzo di modo da enfatizzare la proiezione allungata del giardino, dando maggior rilevanza all'ingresso principale.
Nell'ottobre 1821, re Giorgio IV si portò in visita allo stato ed alla città di Hannover. Per il soggiorno del sovrano, che stazionò al castello per tre settimane, Laves predispose che la residenza fosse adattata agli standard inglesi dell'epoca con alcuni piccoli lavori di rinnovamento nelle cucine e nella sala da pranzo al piano superiore, conservando ad ogni modo l'impostazione sostanziale del castello.
A partire dal 1837, con la separazione della corona di Hannover da quella di Gran Bretagna, i re di Hannover ripresero stabilmente residenza al castello di Herrenhausen e di conseguenza esso tornò ad essere il centro della corte anche a livello di eventi di rappresentanza. Dal 1857 re Giorgio V di Hannover decise di utilizzare il castello di Herrenhausen come residenza estiva, utilizzandolo come propria residenza ufficiale solo durante il periodo in cui il Welfenschloss era in costruzione. Nella notte tra il 18 ed il 19 ottobre 1943, il castello venne completamente distrutto da una serie di bombardamenti che colpirono la città di Hannover. L'edificio principale, in gran parte composto da intelaiature di legno rivestite, bruciò completamente, conservando unicamente la scalinata esterna verso il parco, parti della galleria ed alcuni edifici ausiliari.

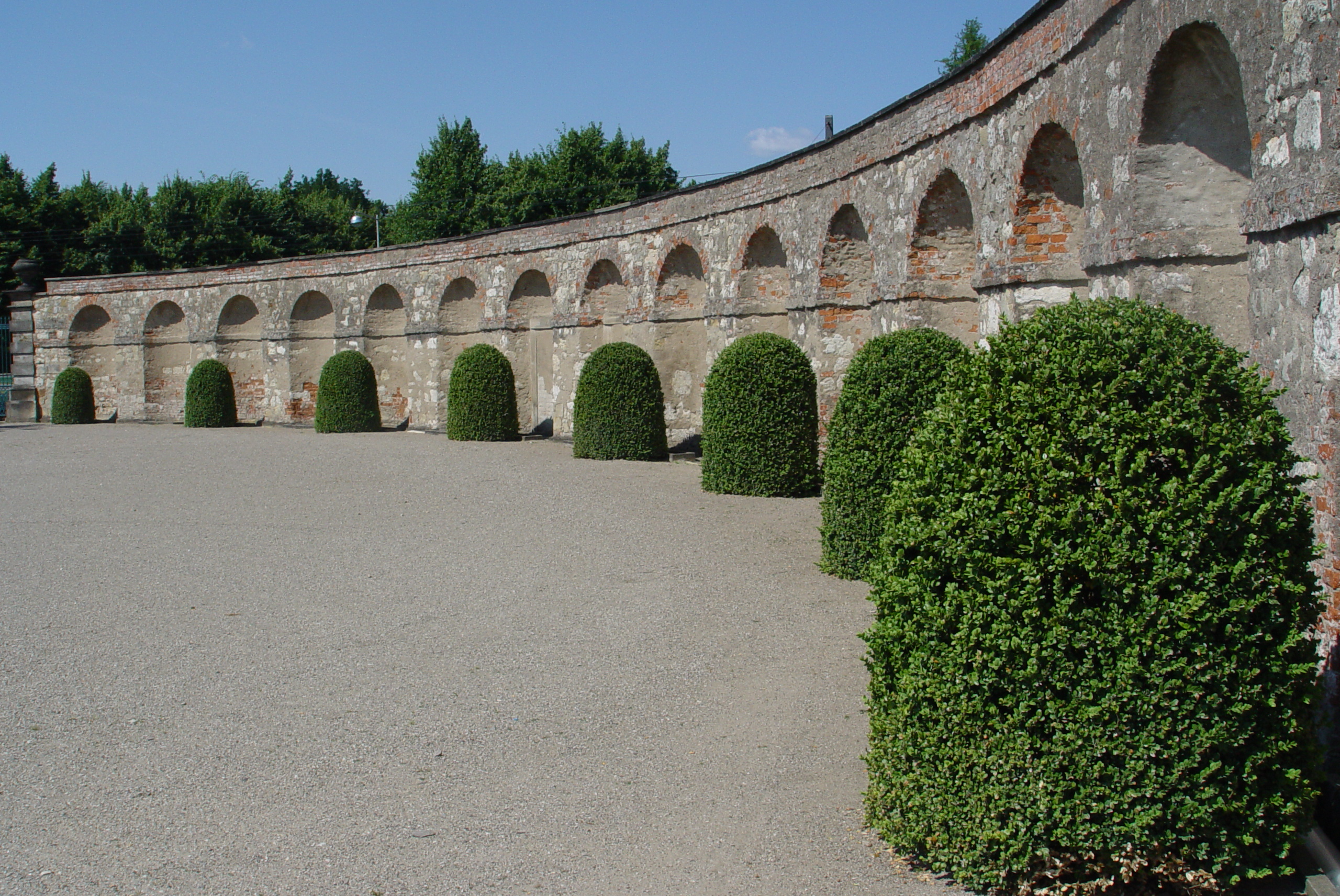
Il muro del cortile principale costruito nel 1676
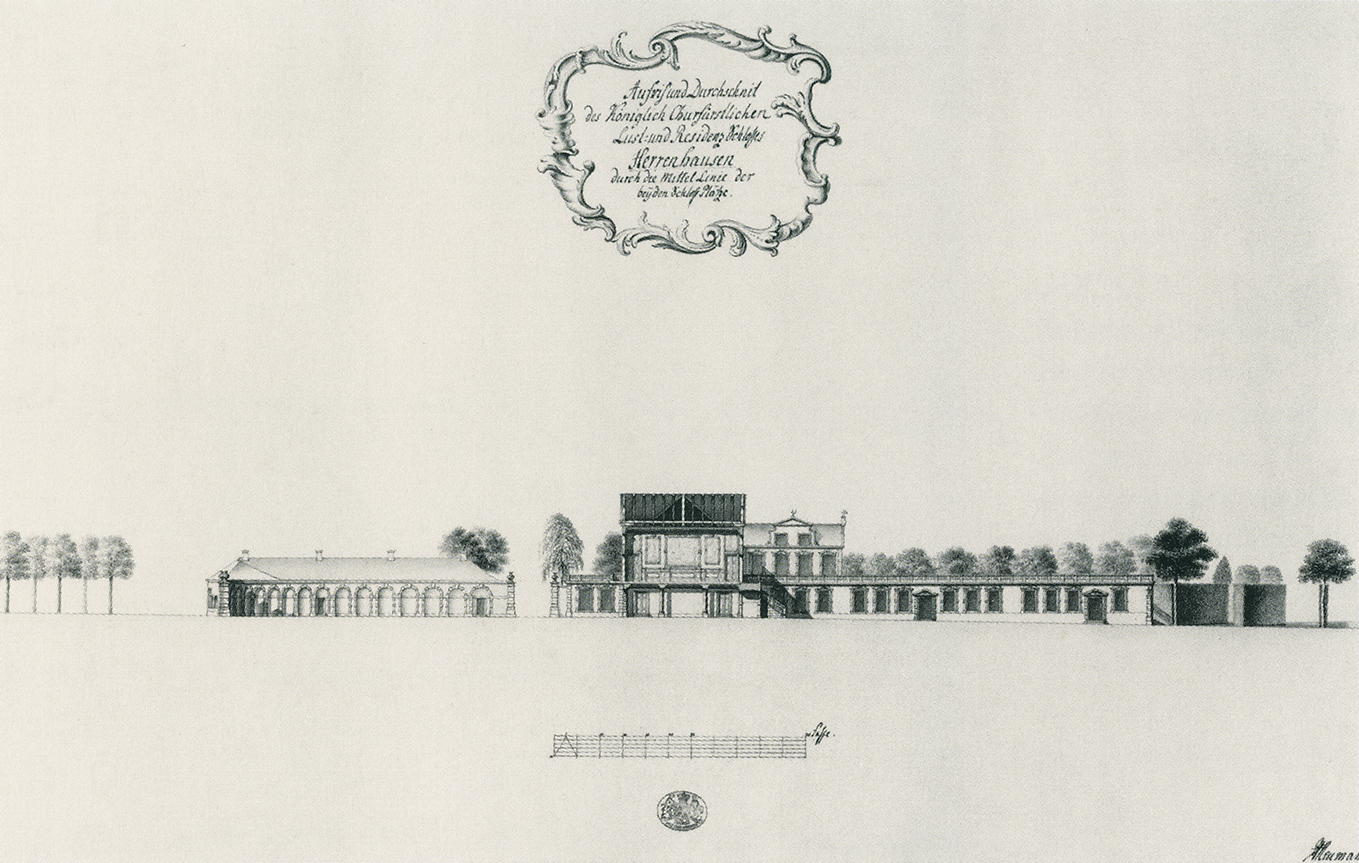
Immagine del castello di Herrenhausen nel 1764
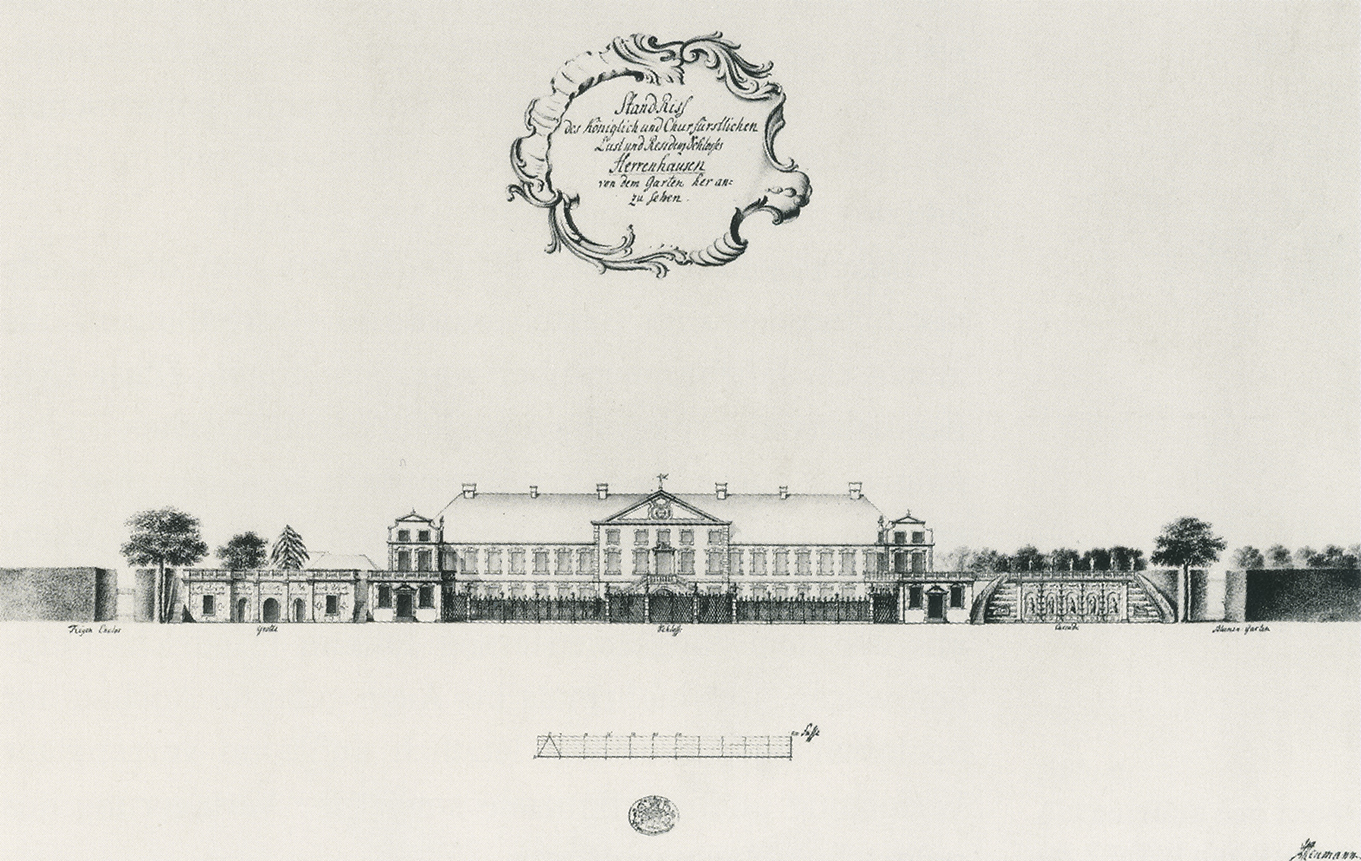
Veduta del castello col giardino nel 1725
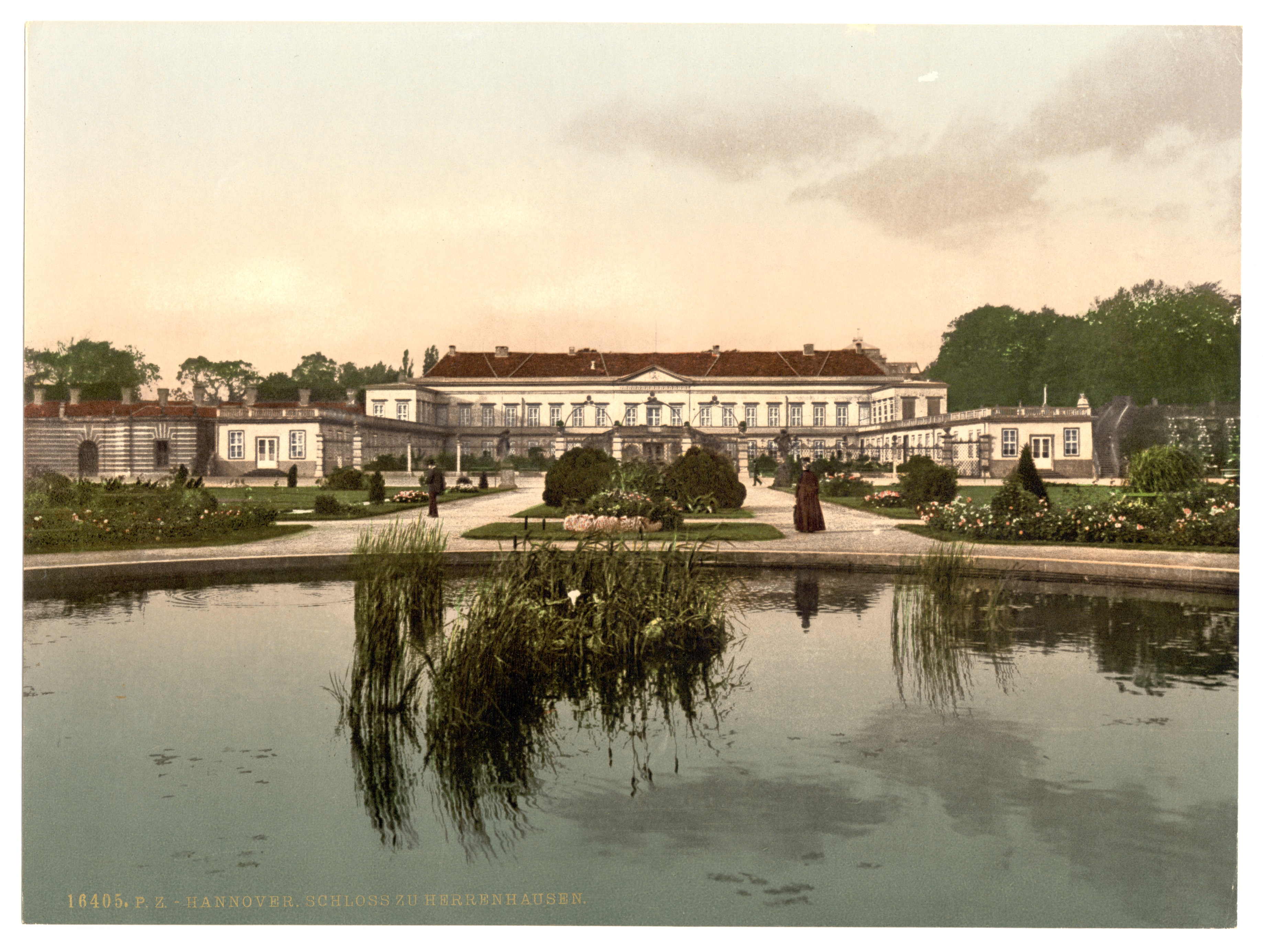
Il castello di Herrenhausen nel 1895 con la grotta (a sinistra)

## La ricostruzione del castello

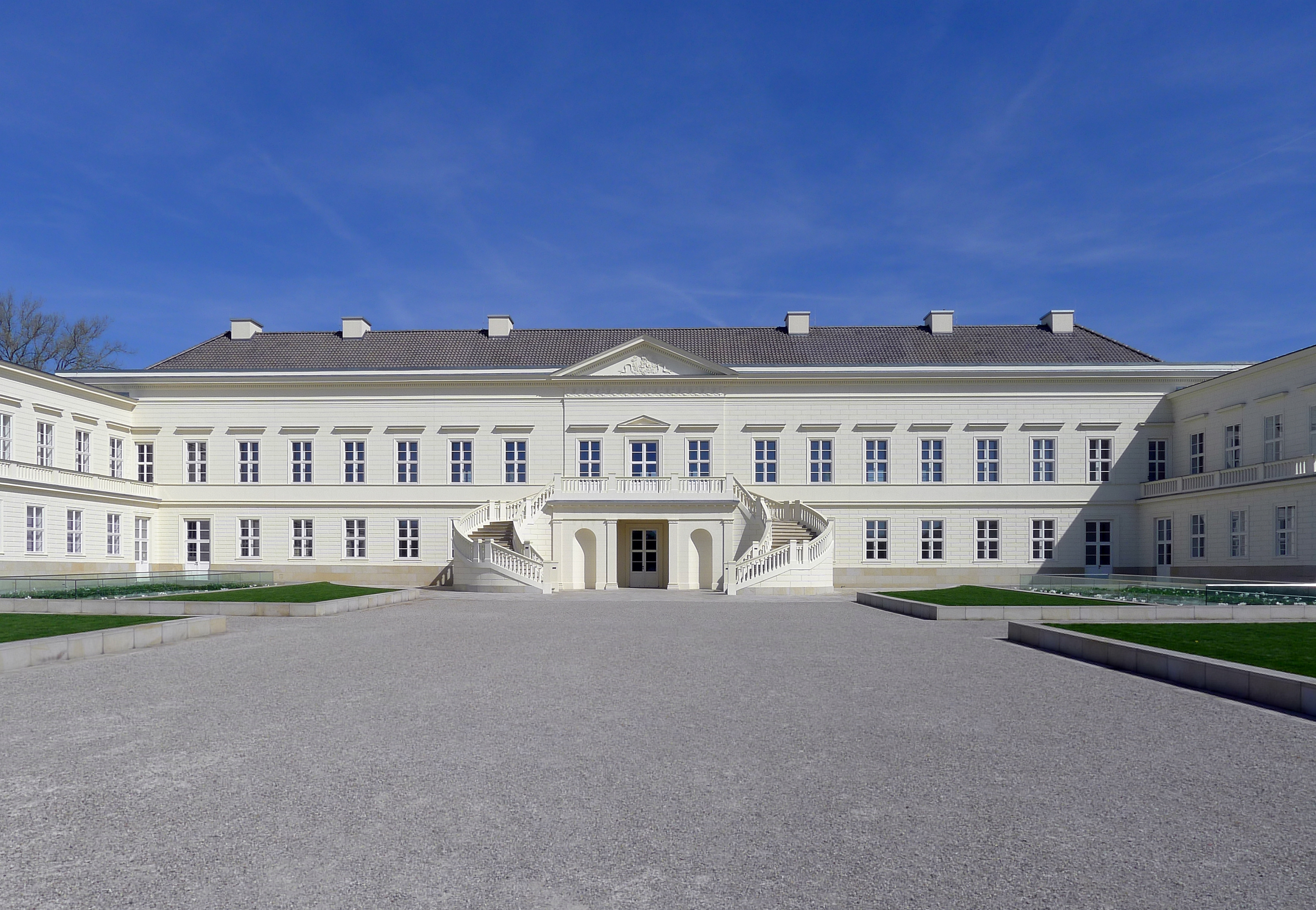
Il castello ricostruito visto dal lato dei giardini

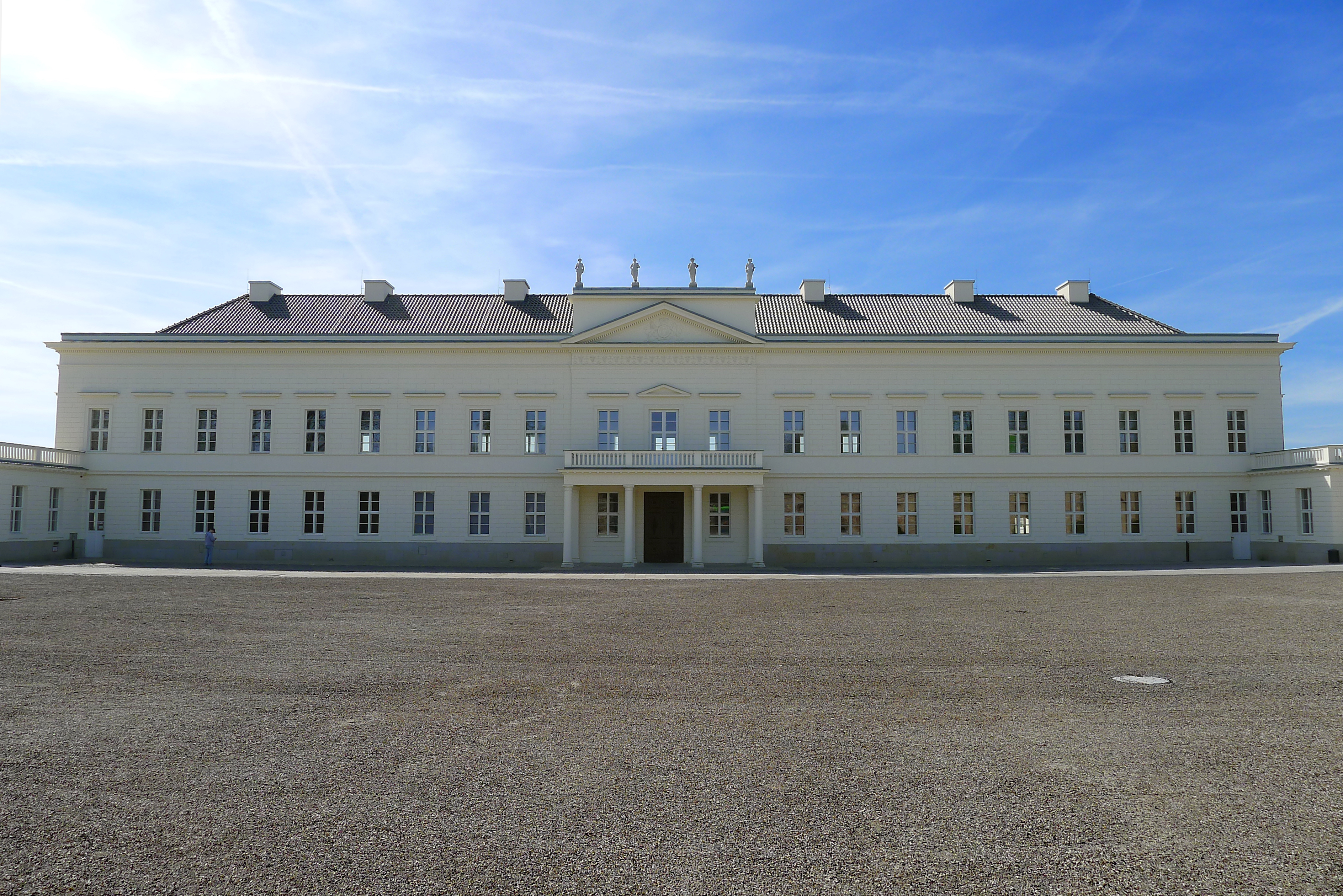
Il castello ricostruito visto dal lato del cortile

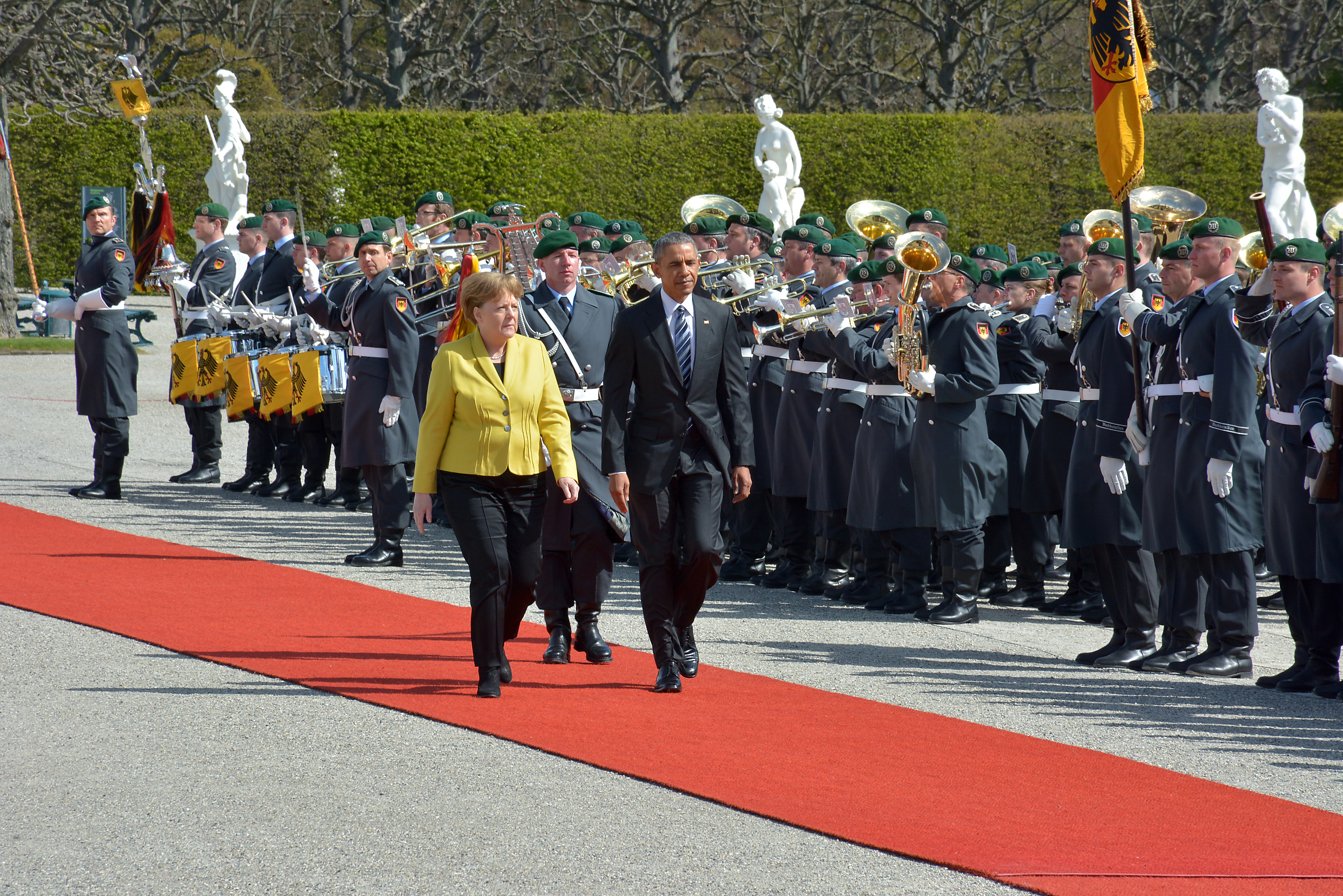
La cancelliera tedesca Angela Merkel riceve il presidente statunitense Barack Obama al castello con una parata militare, 2016

Dopo la seconda guerra mondiale, diverse furono le proposte avanzate per ricostruire parzialmente o completamente il complesso del castello. Due proposte avanzate rispettivamente nell'aprile e nel maggio del 1958 dall'architetto Karl Cravatzo riguardavano la possibilità di costruire un grande hotel sul sito del castello, sfruttando la risistemazione dei giardini che avrebbero portato un notevole flusso turistico. L'anno successivo, Otto Fiederling avanzò la proposta della costruzione di un museo di belle arti che avrebbe incluso una galleria d'arte. Nel 1962, le rovine del castello passarono di proprietà dalla famiglia dei Guelfi alla città di Hannover. Nel 1963, Cravatzo avanzò la proposta di costruirvi una scuola di musica. L'anno successivo venne costruito in un punto panoramico un ristorante chiamato "Bella Vista" ad opera dell'architetto danese Arne Jacobsen. Nel 1977 l'allora primo ministro Ernst Albrecht propose di ricostruire completamente l'antico palazzo di Herrenhausen, ma il progetto venne poi accantonato.
Nel 1986 la città di Hannover e lo stato della Bassa Sassonia realizzarono un concordato per la costruzione di una grande struttura che fosse degna cornice al Grosser Garten da poco ristrutturato e riportato al suo antico splendore. Venne predisposto il tutto per la realizzazione di un concorso di architettura per trovare il progetto più adatto, ma esso alla fine non si svolse per ragioni economiche in quanto vennero meno i fondi per l'opera.
Nel novembre 2007 la città di Hannover iniziò delle trattative con la Fondazione Volkswagen per ricostruire l'antico castello di Herrenhausen. Nel luglio 2009 venne firmato un contratto di locazione della durata di 99 anni tra la città e una società di proprietà di una fondazione, appositamente costituita per l'occasione. La struttura venne quindi completamente ricostruita sul sito originario, secondo lo stile e le forme volute dell'architetto Laves con un costo di poco più di 25.000.000 di euro.
La prima pietra del castello venne posta il 6 giugno 2011, mentre l'inaugurazione venne celebrata il 18 gennaio 2013 con una conferenza del presidente della corte costituzionale federale tedesca, Andreas Vosskuhle.

## Uso degli edifici
Il castello ricostruito è oggi sede di un centro congressi che si trova nell'edificio principale, in prevalenza sfruttato per conferenze di natura scientifica. Una sala conferenze si trova nel seminterrato, dove possono essere ospitate circa 270 persone. Nella sala da ballo del palazzo, adatta alla musica da camera, possono trovare posto 700 persone a sedere oppure è possibile allestire un banchetto per 360 invitati ed è posta al piano superiore. Il 14 maggio 2013, è stato inaugurato il Museo del palazzo di Herrenhausen come parte del Museo storico di Hannover. Esso si occupa in prevalenza di mostrare la storia del castello e dell'epoca barocca nello stato di Hannover nonché dello sviluppo del Grosser Garten.

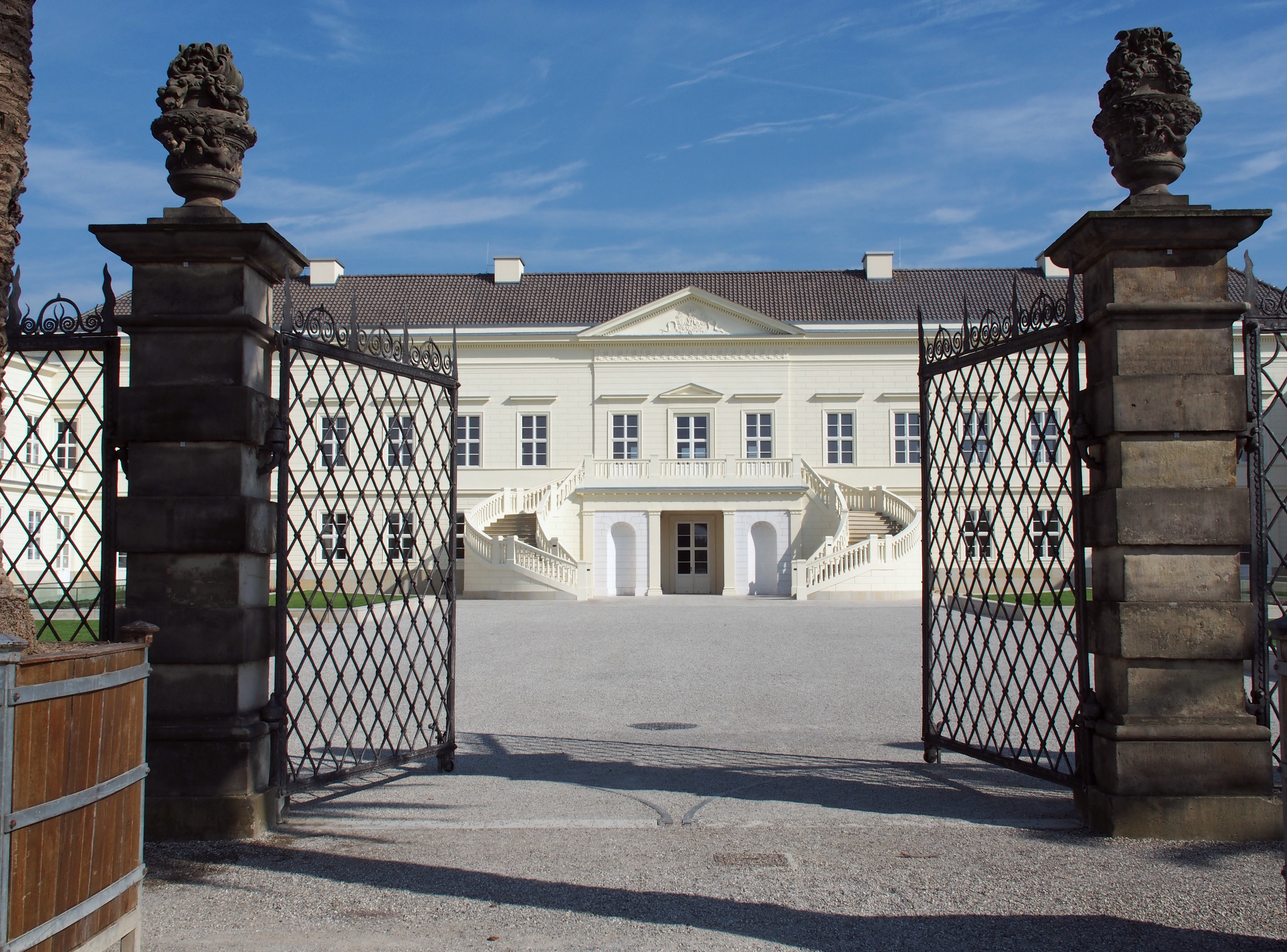
L'ingresso al castello dal lato dei giardini
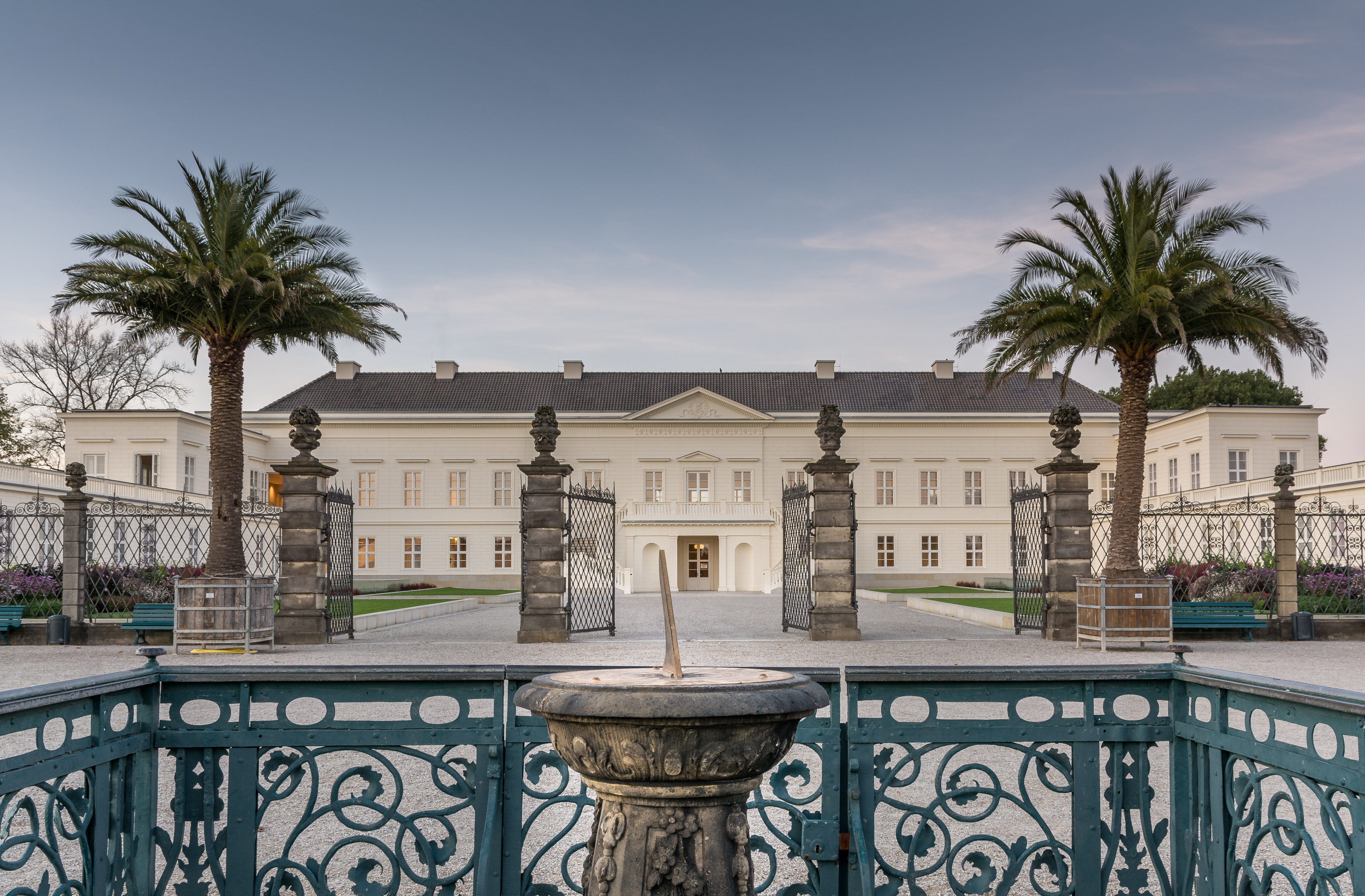
L'ingresso al castello verso i giardini con la meridiana in primo piano
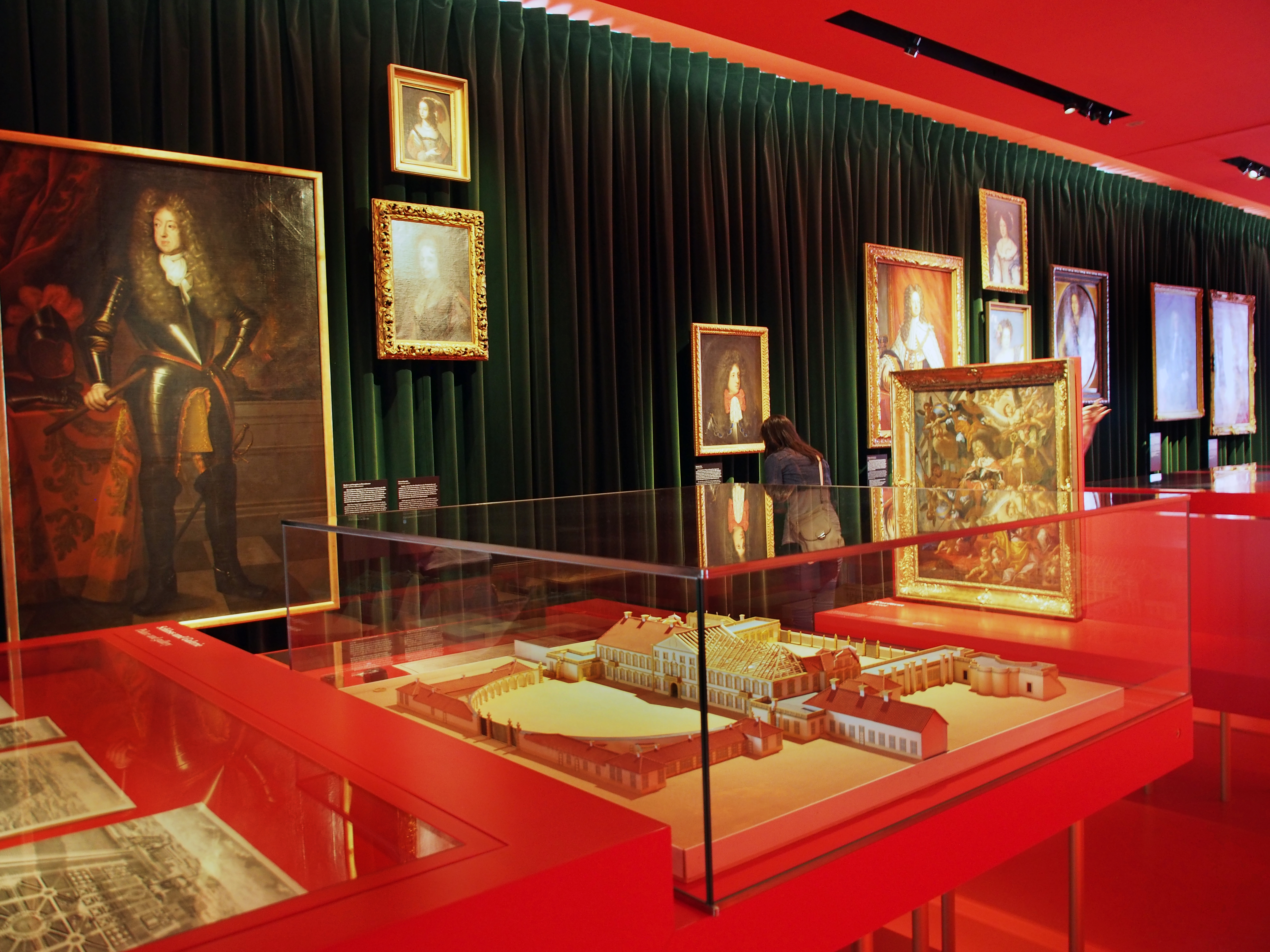
Una delle sale espositive del museo del castello

## Personaggi legati al castello

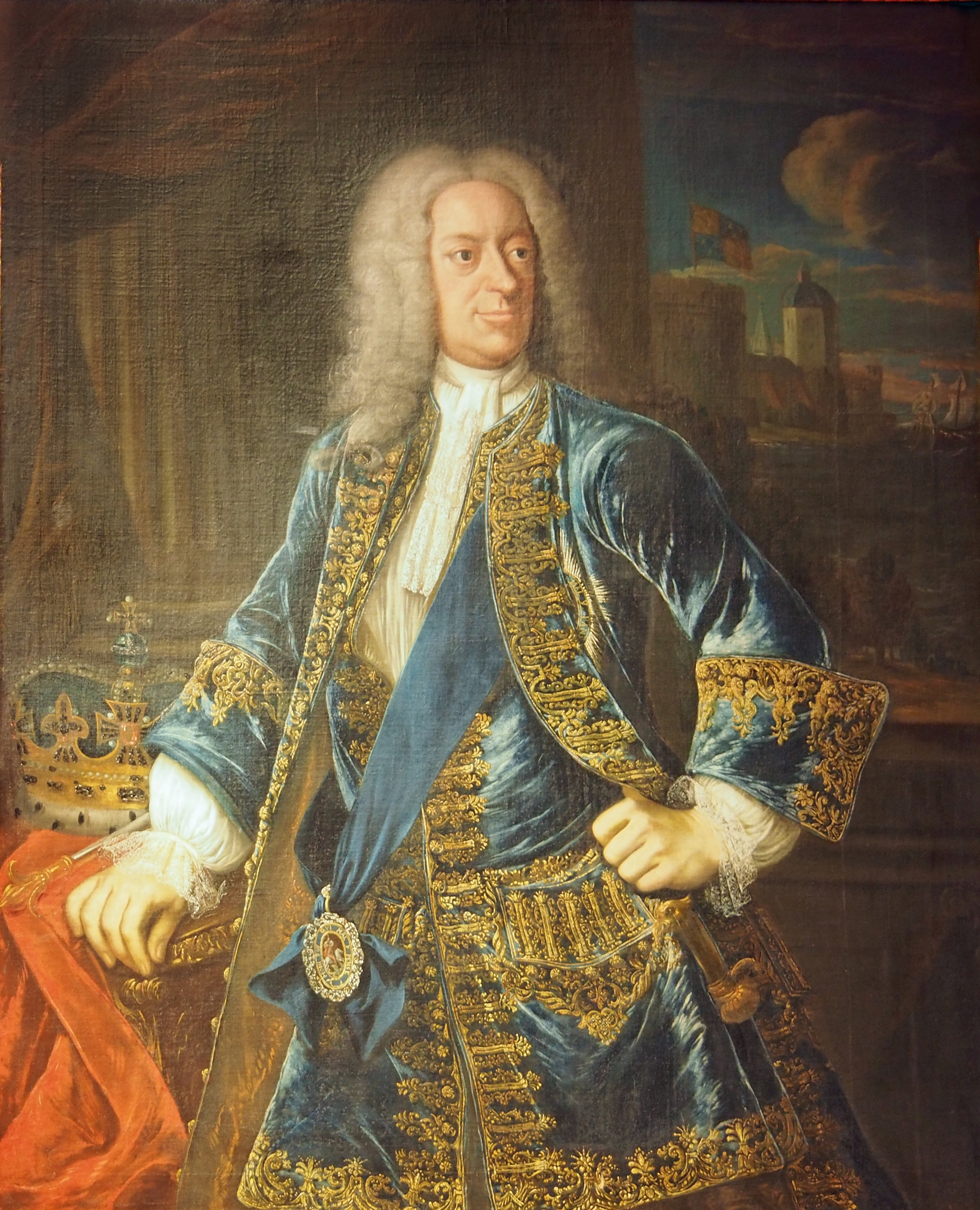
Giorgio II di Gran Bretagna nacque al castello di Herrenhausen

Re Giorgio II di Gran Bretagna nacque al castello di Herrenhausen nel 1683. Tre delle sue figlie nacquero pure in questo luogo:
- Anna di Hannover
- Amelia Sofia di Hannover
- Carolina Elisabetta di Hannover

Ernesto Augusto di Brunswick-Lüneburg, nonno di Giorgio II, morì al castello di Herrenhausen nel 1698.
Dopo la seconda guerra mondiale, i resti di re Giorgio I di Gran Bretagna assieme a quelli dei suoi genitori vennero tolti dalla cappella del Leineschloss di Hannover e sepolti nel Welfenmausoleum voluto da Ernesto Augusto, re di Hannover, nel Berggarten di Herrenhausen.